# 아카이 슈이치 (축구 선수)
아카이 슈이치(일본어: 赤井 秀一, 1981년 9월 2일 ~ )는 일본의 전 축구 선수이다.

## 구단 경력
과거 에히메 FC에서 활동하였다.